# 李伟 (思念食品)
李伟（1968年7月—），河南驻马店人，郑州思念食品和千味央厨食品股份有限公司创始人兼董事长。

## 简历
1990年毕业于郑州大学新闻系；1997年成立郑州思念食品有限公司，2006年思念食品在新加坡证券交易所上市，当年他身家41亿元位列胡润百富榜51位。2013年成为第十二届全国人大代表。2017年9月当选任河南省工商联第十二届执委副主席。2018年2月24日，当选为第十三届全国人大代表。